# NGC 1501

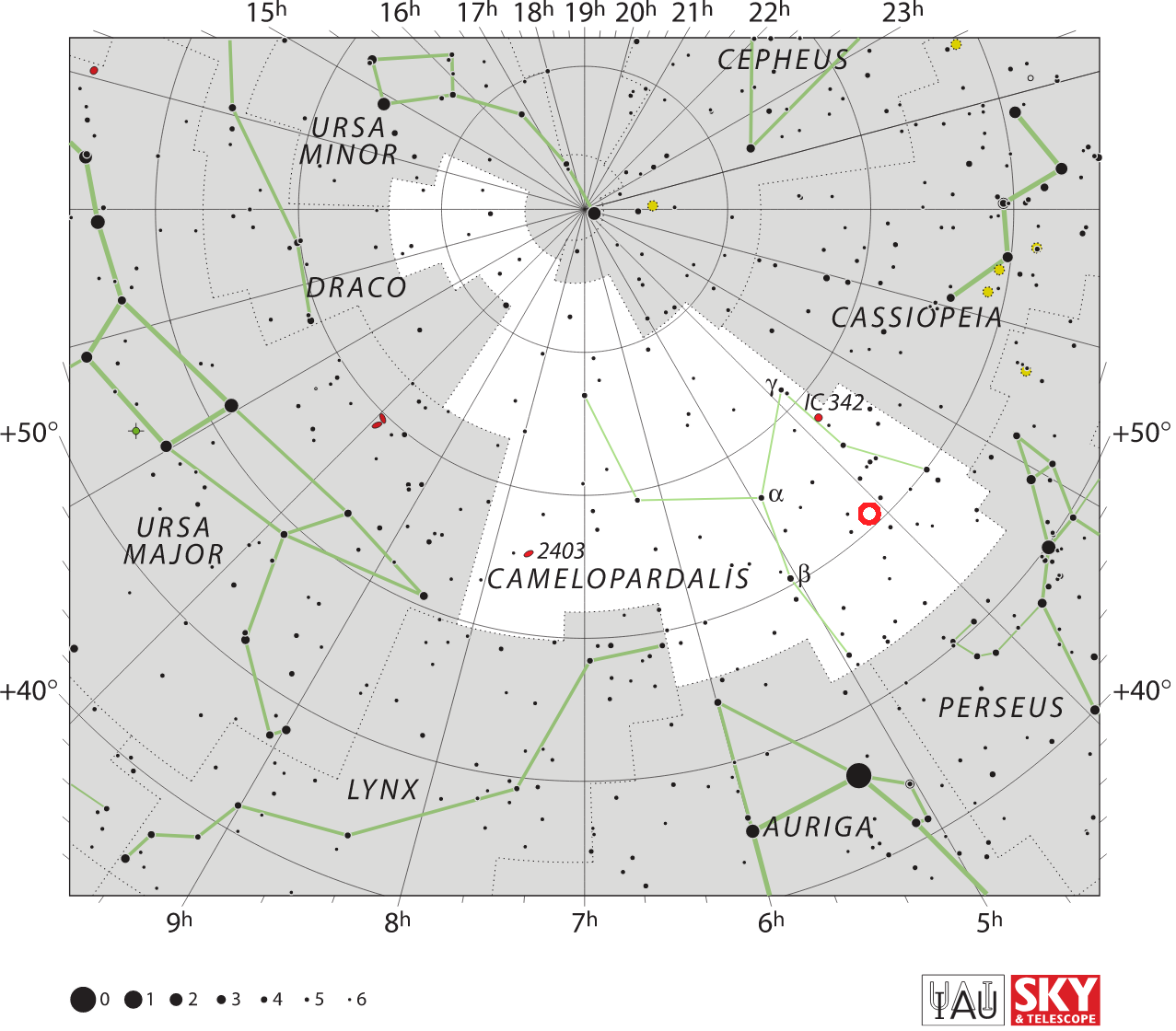
Lokaliseringen av NGC 1502 (röd cirkel)

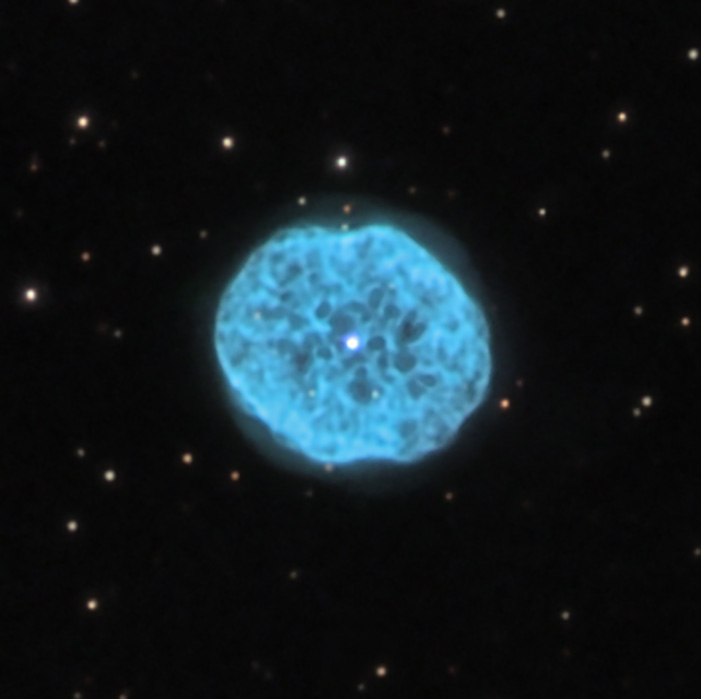
NGC 1501 avbildad med 0,8-meters Schulman Telescope vid Mount Lemmon SkyCenter

NGC 1501, även känd som Ostronnebulosan, är en komplex planetarisk nebulosa belägen i stjärnbilden Giraffen. Den upptäcktes av William Herschel den 3 november 1787.

## Egenskaper
Centralstjärna i NGC 1501 är en pulserande stjärna, vilket betyder att dess ljusstyrka varierar regelbundet och periodiskt. När det gäller NGC 1501:s föregångare har denna en mycket snabb variation, med en avsevärd förändring av ljusstyrka på bara en halvtimme. En analys av Gaia-data tyder på att centralstjärnan är en dubbelstjärna. Observationer av synligt ljus fångar upp glöden av gaser såsom väte och kväve.